# Juho Karjalainen
Juho Vihtori Karjalainen, född 15 mars 1947 i Säräisniemi i Finland, år en finländsk grafiker, tecknare och målare.
Juho Karjalainen utbildade sig vid Finlands konstakademis skola i Helsingfors 1970–74 och i grafik på Birgit Skiöld Printshop i London 1974. Han var lärare vid Finlands konstakademis skola 1980–85 och vid Konstindustriella högskolan i Helsingfors 1987–2000.
Han fick Ars Fennica-stipendium 1996 och Pro Finlandia-medaljen 2010.
Karjalainen har framför allt gjort sig känd för stora naketbilder av män och landskapsmotiv i akvatinta-etsningsteknik

## Offentliga verk i urval
- Altartavla till Räckhals kyrka i Vanda